# Антуан Ендрюс
Антуан Ендрюс (англ. Antoine Andrews, нар. 12 квітня 2003) — багамський легкоатлет, який спеціалізується в бар'єрному бігу.

## Спортивні досягнення
Чемпіон світу серед юніорів у бігу на 110 метрів з бар'єрами (2022).